# Michael Dummett
Michael Anthony Eardley Dummett (Londen, 27 juni 1925 – Oxford, 27 december 2011) was een Brits filosoof. Hij was tot 1992 hoogleraar filosofie aan de Universiteit van Oxford, waar hij tevens studeerde.
Als filosoof werd Dummett vooral bekend door zijn bijdragen aan de analytische filosofie, taalfilosofie en filosofie van de wiskunde, en door zijn ideeën over realisme en de vraag wat waar is en hoe we dat weten. Daarbij bouwde Dummett voort op het werk van Gottlob Frege.

Persoonlijk was Dummett, samen met zijn vrouw, een actief bestrijder van rassendiscriminatie; daarnaast was hij een kenner van de geschiedenis van kaartspelen en tarot.
In 1983 kreeg Dummet een eredoctoraat van de Katholieke Universiteit Nijmegen. Dummet overleed op 86-jarige leeftijd.